# Lemma van Siegel
In de transcendente getaltheorie en de theorie van de diofantische benaderingen, beide deelgebieden van de wiskunde, refereert het lemma van Siegel aan grenzen voor de oplossingen van lineaire vergelijkingen verkregen door de constructie van hulpfuncties. Het bestaan van deze polynomen werd bewezen door Axel Thue.